# 纳吉巴巴德
纳吉巴巴德（Najibabad），是印度北方邦Bijnor县的一个城镇。总人口79087（2001年）。

## 人口
该地2001年总人口79087人，其中男性41527人，女性37560人；0—6岁人口12888人，其中男6764人，女6124人；识字率53.83%，其中男性为58.19%，女性为49.00%。